# Sunbury—Queen's (circonscription fédérale)
Sunbury-Queen's était une circonscription électorale fédérale du Nouveau-Brunswick, au Canada, dont le représentant a siégé à la Chambre des communes de 1892 à 1914. 

## Histoire
Cette circonscription a été créée en 1892 par la fusion des circonscriptions de Sunbury et Queen's et correspondait aux comtés de Sunbury et Queen's. Elle fut abolie en 1914 lorsqu'elle fut répartie entre la circonscription de Royal et celle de York—Sunbury.

## Liste des députés successifs
Cette circonscription fut représentée par les députés suivants :
|  | Législature | Date élection     | Député               | Profession       | Parti        |
|  | ----------- | ----------------- | -------------------- | ---------------- | ------------ |
|  | 8e          | 23 juin 1896      | George Gerald King   | Homme d'affaires | Libéral      |
|  | ¹           | 25 août 1896      | Andrew George Blair  | Avocat           | Libéral      |
|  | 9e          | 7 novembre 1900   | Robert D. Wilmot     | Homme d'affaires | Conservateur |
|  | 10e         | 3 novembre 1904   | Robert D. Wilmot     | Homme d'affaires | Conservateur |
|  | 11e         | 26 octobre 1908   | Hugh Havelock McLean | Avocat           | Libéral      |
|  | 12e         | 21 septembre 1911 | Hugh Havelock McLean | Avocat           | Libéral      |

¹ Élection partielle à la suite de la nomination de M. King au Sénat